# Васильевка (Ершовский район)
Васильевка — село в Ершовском районе Саратовской области, в составе сельского поселения Перекопновское муниципальное образование. Село расположено на левом берегу реки Малый Узень примерно в 32 км по прямой от города Ершова (38 км по автодорогам).
Население - 267 (2010)

## История
Согласно Списку населённых мест Самарской губернии по сведениям за 1889 год переселенческая деревня Васильевка основана в 1887 году переселенцами из Новгород-Северского уезда Черниговской губернии. Деревня относилась к Новотроицкой волости Новоузенского уезда
Не позднее 1910 года Васильевка была включена в состав Краснянской волости. Согласно Списку населённых мест Самарской губернии 1910 года село относилось к Краснянской волости, здесь проживало 372 мужчины и 370 женщин, село населяли преимущественно малороссы, православные, в селе имелись церковь, церковно-приходская школа, 2 ветряные мельницы.
В 1919 году в составе Новоузенского уезда Васильевка включена в состав Саратовской губернии.

## Население
Динамика численности населения по годам:
| Годы      | 1889 | 1897 | 1910 | 2002 |
| --------- | ---- | ---- | ---- | ---- |
| Население | 556  | 625  | 742  | 364  |

| 2002 | 2010 |
| ---- | ---- |
| 363  | ↘267 |